# Counting Down the Days (singolo)
Counting Down The Days è un singolo della cantante australiana Natalie Imbruglia, pubblicato il 25 luglio 2005 come secondo estratto dall'album omonimo.

## Tracce
Singolo internazionale
1. Counting Down the Days – 4:07
2. What's the Good in Goodbye – 3:57
3. Counting Down The Days (Video) – 3:24

## Formazione
- Natalie Imbruglia – voce
- Kenny Dickinson – tastiera, pianoforte
- Peredur ap Gwynedd – chitarre
- Rej Rheinnalt ap Gwynedd – basso
- Chuck Sabo – batteria
- Izzy Dunn – violoncello

## Classifiche
| Classifica (2005) | Posizione massima |
| ----------------- | ----------------- |
| Irlanda           | 35                |
| Italia            | 25                |
| Regno Unito       | 23                |
| Svizzera          | 90                |